# Медаль «За ранение» (Индия)
Медаль «За ранение» (хинди आहत पदक, англ. Parakram Padak) — военная государственная награда Индии, учреждённая для награждения военнослужащих и сотрудников правоохранительных органов, получивших ранения в результате действий противника в ходе боевых операций, включая контртеррористические и контрповстанческие операции. Награда вручается с 15 августа 1947 года.

## Условия награждения
Право на получение медали «За ранение» имеют военнослужащиие и сотрудники силовых структур, получивших ранения в результате прямых действий противника. К ним относятся ссе военнослужащие Индийской армии, ВМС, ВВС, резервных сил, территориальной армии, полиции штата Джамму и Кашмир и других вооружённых формирований Индии и др.
Для авиации существует особые условия: члены экипажей самолётов, сбитых противником, получившие травмы при покидании воздушного судна или при приземлении, также имеют право на награду.
Награда не вручается посмертно.

## Дополнительные планки
Если военнослужащий, уже награждённый медалью «За ранение», повторно получает ранение в результате действий противника, он имеет право на дополнительную планку к награде. Каждое новое ранение даёт право на добавление новой планки.

## Описание награды

### Описание медали
Медаль круглой формы, диаметром 35 мм из медно-никелевого сплава (мельхиор), крепится к кольцу. На аверсе изображён государственный герб Индии с девизом и надписями «Паракрам Падак» по краям. На реверсе помещено рельефное изображение Ашока Чакры в центре.

### Лента
Лента состоит из трёх равных полос: белой, красной и белой.